# Ectopleura gemmifera
Ectopleura gemmifera is een hydroïdpoliep uit de familie Tubulariidae. De poliep komt uit het geslacht Ectopleura. Ectopleura gemmifera werd in 2007 voor het eerst wetenschappelijk beschreven door Xu, Huang & Guo. 